# Arcane: Live @ E-Day 2017
Arcane: Live @ E-Day 2017 is een livealbum van Arcane. Er was een bijna tien jaar durende stilte rond deze eenmansband van Paul Lawler, toen onverwachts Automaton bij Groove Unlimited uitkwam, even later gevolgd door Moon. Dat platenlabel organiseert een a twee concerten per jaar waar musici binnen de elektronische muziek hun muziek kunnen uitvoeren. Het festivalletje vindt meestal plaats in de zaal De Enck in Eindhoven, vanwaar deze opnamen vandaan kwamen. In de geluidsstudio werden nog wat klanken toegevoegd, die door een technische storing tijdens het concert waren weggevallen.

## Musici
- Paul Lawler – synthesizers, elektronica

## Muziek
| Nr. | Titel                          | Duur |
| --- | ------------------------------ | ---- |
| 1.  | Introduction to opus-1         | 2:55 |
| 2.  | Philae                         | 8:05 |
| 3.  | Dark star                      | 1:55 |
| 4.  | Alterstill 6                   | 5:46 |
| 5.  | Cloud surfer                   | 6:40 |
| 6.  | The seven numbers              | 5:05 |
| 7.  | Lunar 9                        | 5:29 |
| 8.  | Fire wings                     | 6:30 |
| 9.  | Aphelion 2                     | 5:44 |
| 10. | The taxidermist                | 6:27 |
| 11. | Post apolyptic rodeo           | 5:51 |
| 12. | From here to oblivion (encore) | 6:46 |